# Svishtov (huyện)
Svishtov là một huyện thuộc tỉnh Veliko Tarnovo, Bungaria. Dân số thời điểm năm 2001 là 47664 người.